# شتيفان شرودر
شتيفان شرودر (بالألمانية: Stefan Schröder)‏ (17 يوليو 1981 في ألمانيا - ) هو لاعب كرة يد ألماني في مركز جناح ‏. شارك في الألعاب الأولمبية الصيفية 2008. ولعب مع نادي فلنسبورغ هاندفيت لكرة اليد.

## وصلات خارجية
- شتيفان شرودر على موقع الاتحاد الأوروبي لكرة اليد (الإنجليزية)